# ユースタス・テニソン＝ダインコート
初代準男爵サー・ユースタス・ヘンリー・ウィリアム・テニソン＝ダインコート（英: Sir Eustace Henry William Tennyson d'Eyncourt, 1st Baronet,KCB FRS、1868年4月1日 – 1951年2月1日）は、イギリスの海軍技官、艦艇設計技師。戦艦ネルソンや巡洋戦艦フッドの設計を行ったほか、黎明期の戦車の開発・設計にも携わった。その手腕から「イギリス造船界の至宝」と評された。

## 生涯
治安判事ルイス・テニソン=ダインコートの息子として生まれた。詩人アルフレッド・テニソンは父ルイスの従兄弟にあたり、祖父に庶民院議員チャールズ・テニソン＝ダインコート、叔父にエドウィン・テニソン＝ダインコート海軍大将がいる。長じてイートン校を志望するもスカラーシップ入試に落第したため、チャーターハウス校に進んだ。

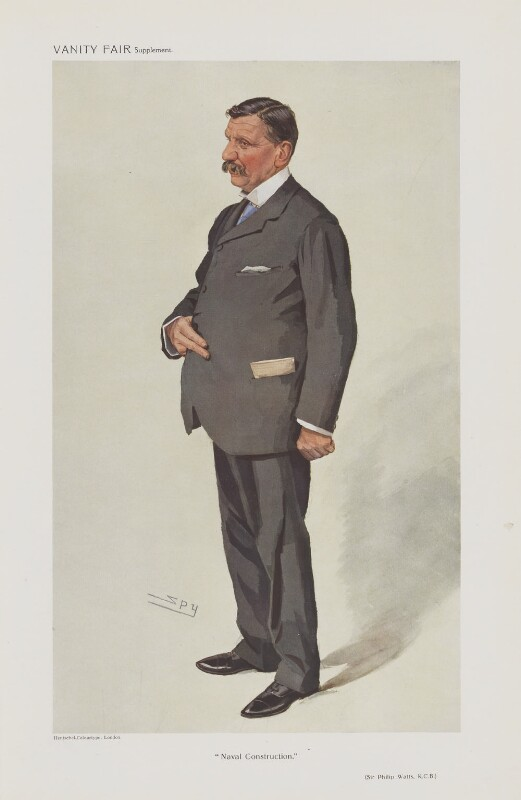
先輩造船官フィリップ・ワッツ

卒業後、叔父エドウィンから勧められたこともあり、造船を行うアームストロング・ホイットワース社に入社した。以降は、私費でグリニッジ王立海軍大学に入学・受講したのち、一時フェアフィールド造船に勤務した時期もあったが、その後再度アームストロングに入社して艦艇設計技師の経験を積んだ。なお、同社の先輩にはフィリップ・ワッツ造船官がいた。ワッツは海軍造船局長として戦艦ドレッドノートやクイーン・エリザベス級戦艦などの設計を行った人物である。ダインコートにグリニッジ王立海軍大学への進学を勧めたのもワッツその人であった。
1904年、竣工した防護巡洋艦ハミディエの引き渡しのため、オスマン帝国を訪れた。来訪時にオスマン帝国政府からトルコ海軍艦艇の現況を取りまとめるよう依頼を受け、報告を行った功績からメディジエ勲章を授与された。
1912年、ダインコートはワッツの後を継いで、イギリス海軍の軍艦設計を取り仕切る海軍造船局長に昇進した。直後、ダインコートは造船官として初めて戦艦の設計に携わることとなり、リヴェンジ級戦艦の主設計を行った。この際に用兵側から三連装砲塔を採用して主砲を計10門とするよう要請されたが、ダインコートはこれを退けて手堅く前級（Q.E.級戦艦）と同様の連装砲塔4基計8門とした。この決断には、リヴェンジ級戦艦が「Q.E.級戦艦の廉価版」というコンセプトがあったたためとされる。

### 第一次世界大戦中の活躍
1914年に第一次世界大戦が勃発した。ダインコートは戦時中に巡洋戦艦の設計も行うこととなった。巡洋戦艦は元第一海軍卿ジョン・アーバスノット・フィッシャー提督の発案による艦種で、「戦艦の火力はそのままに軽装甲により速力性能を高める」というコンセプトの艦船であった。1914年には、その速力優先主義者のフィッシャー提督が第一海軍卿に復帰して巡洋戦艦の追加建造を要求してきたため、ダインコートは立て続けにカレイジャス級巡洋戦艦、レナウン級巡洋戦艦の主設計を行った。

巡洋戦艦フッド。その優美かつ力強い姿から英国民に『Mighty Hood』と親しまれた。

翌年に入るとダインコートは海軍省から新型戦艦の設計を命じられたため、これに取り組んでいた。しかし1916年2月、グランド・フリート司令長官のジョン・ジェリコー海軍大将がダインコートを訪れ、「ドイツ海軍では、15インチ（38.1cm）砲を備えたマッケンゼン級巡洋戦艦が建造中の情報があり脅威である」としてより強大な巡洋戦艦の設計を急遽求めてきた。そこでダインコートが設計主務者としてデザインしたのが15インチ砲を主砲に持つ巡洋戦艦フッドである。海軍省はダインコートの設計をもとに仕様をまとめ、同年5月31日にフッドは起工した。
しかし同日、大戦中最大の海戦ユトランド沖海戦が発生、巡洋戦艦はその防御力の低さから3隻も轟沈を遂げた。フィッシャー提督の唱えた「速力こそ最大の防御」が誤りであったことは明らかであった。フッドも防御力向上のため改設計を余儀なくされた。しかし改装工事後も水平防御の弱さを依然として克服できていない点など問題を抱えていた。のちフッドは第二次世界大戦中の1941年、ライン演習作戦によって出撃してきたドイツ海軍艦隊とデンマーク海峡で交戦中（デンマーク海峡海戦）、戦艦ビスマルクの砲撃により轟沈することとなる。
戦時中のダインコートのその他の業績には、戦車の開発に関わった点が挙げられる。1915年2月、海軍大臣ウィンストン・チャーチルは「機関銃を無視して塹壕間を突破できる」陸上軍艦の設計をダインコートに求めてきた。ダインコートに陸上兵器の設計経験はなかったものの、このコンセプト艦に強い興味を抱いて陸上軍艦委員会委員長への就任を快諾し、のち戦車と呼ばれるこのコンセプト艦設計に関与した。戦車は考案当初こそホレイショ・キッチナー陸軍元帥から「チャーチル氏の玩具」と揶揄されたが、その後の第二次世界大戦では地上戦闘において欠かせない兵器となった。

### 軽防御への反動

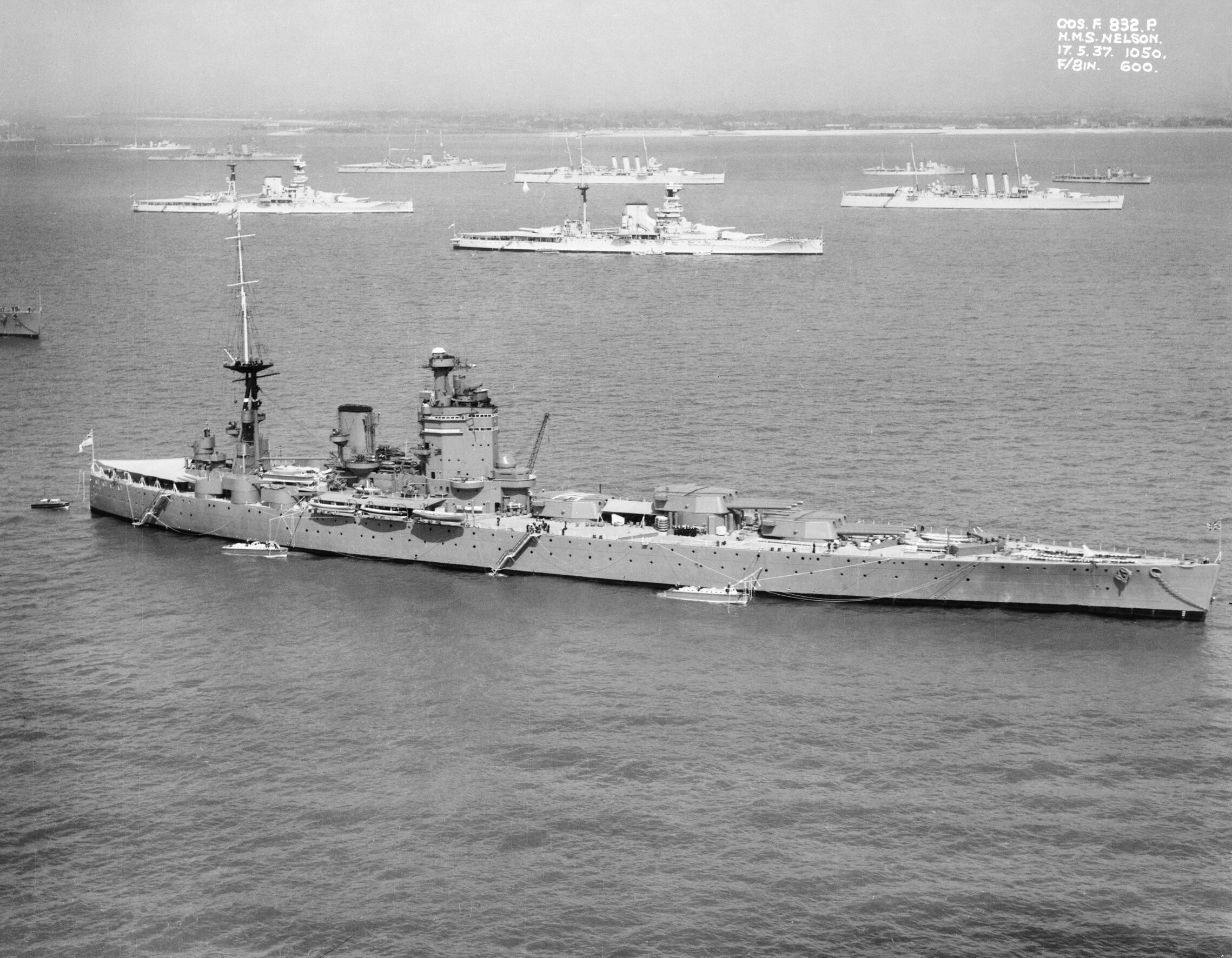
ネルソン級戦艦。船体前部に主砲が集中する特異なデザイン。

大戦終結後、戦勝国の海軍は軍備拡張を続け、各国の国庫を圧迫した。そこで1922年に建艦抑制のため、ワシントン海軍軍縮会議が開かれた。この会議では16インチ（40.6cm）主砲を持つ戦艦について、日本が長門型戦艦2隻、アメリカ合衆国がコロラド級戦艦3隻の保持が認められたことで、イギリスも16インチ砲新戦艦（のちのネルソン級戦艦）の枠として2隻がもうけられた。ダインコートはこのネルソン級戦艦の主設計を行うこととなったが、軽防御への反省から新戦艦には重防御を施そうと決めた。しかし新戦艦には条約によって排水量の制限が設けられており、ダインコートは「16インチ砲搭載と重防御付与の両立は不可能」と判断して一度は諦めた。これに対して海軍省は「新戦艦に16インチ砲搭載は絶対条件」として再考を求めた。そこでダインコートは16インチ主砲をすべて船体の前面に配置する斬新な手法をとり、ヴァイタル・パートの短縮を図りつつ重防御を施すことに成功した。引き換えに速力は23ノットと低速にとどまったものの、ネルソン級戦艦は2隻とも第二次世界大戦で戦没を免れた。1924年、ダインコートはネルソン級戦艦の設計を花道に海軍造船局長から退官した。

### 退官後 - 死去まで
退官後は古巣のアームストロング・ホイットワース社に戻り、同社取締役を1928年まで務めた。その後はパーソンズ・マリン・スチーム・タービン社取締役に就任し、1948年の引退まで務めた。戦間期には商船などの設計も行い、斬新な重量物運搬船ベルシップもダインコートの設計によるものである。
晩年はサセックス・ヘイルシャムにほど近いカーターズ・コーナー・ファームに地所を購入し、そこで余生を過ごした。1930年に準男爵位を授けられている。1937年、ジェリコー提督の後任としてフランス海軍アカデミー外国会員に選ばれている。1951年にロンドンの仕事場で死去、長男ユースタス・ガーヴェイスが準男爵位を継承した。

## 業績
ダインコートが基本設計に関わった艦船には以下のものが挙げられる。

### 戦艦・巡洋戦艦
- リヴェンジ級戦艦[2]
- ネルソン級戦艦[10]
- レナウン級巡洋戦艦[9]
- 巡洋戦艦フッド[4]

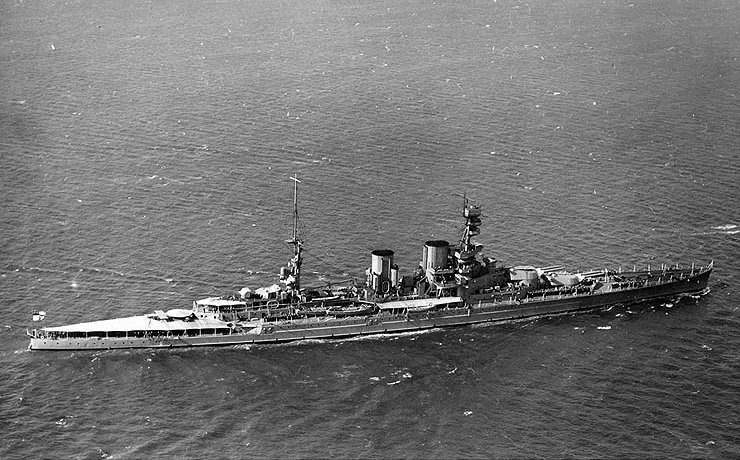
レナウン級巡洋戦艦の2番艦レパルス。

- 戦艦リオデジャネイロ（のちの戦艦エジンコート）[7]
- 戦艦レシャディエ（のちの戦艦エリン）
- アルミランテ・ラトーレ級戦艦

### 巡洋戦艦（のち空母）

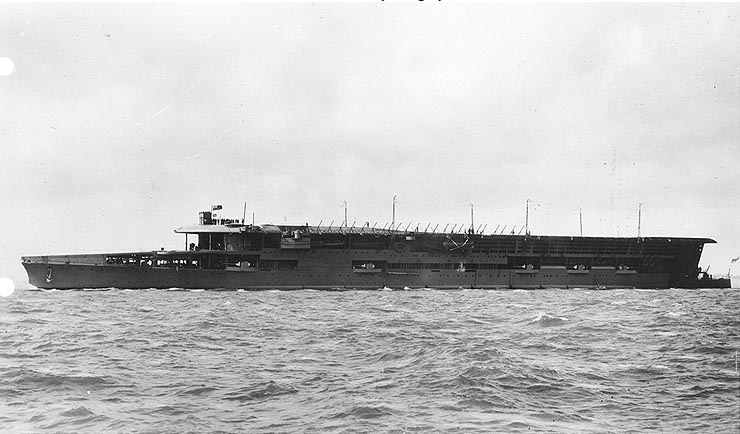
空母フューリアスは巡洋戦艦から変身を遂げたが、この改装にもダインコートは関与した。

- カレイジャス級巡洋戦艦（英語版）[9]
- フューリアス[27]

### 巡洋艦
- アリシューザ級軽巡洋艦[28]
- C級軽巡洋艦[29]
- ダナイー級軽巡洋艦[29]
- ケント級重巡洋艦[30]

### 潜水艦
- J級潜水艦
- K級潜水艦

### その他
- アバクロンビー級モニター - 主にC.S.リリクラップ技官（Charles.S.Liliclap、のち海軍造船局長）が担当、上司たるダインコートはバルジの付与を指示した[31]。
- ロード・クライヴ級モニター[32]

- アバークロンビー級モニター
- ロード・クライブ級モニター
- J級潜水艦
- C級軽巡洋艦のうち現存するカロライン
- ケント級重巡洋艦、ただし画像は近代改装後。

## 栄典

### 賞罰
イギリス
- - バス勲章（KCB）（1917年[1]）

 オスマン・トルコ帝国
- - メディジエ勲章（英語版、トルコ語版）（1904年[7]）

 フランス
- - レジオンドヌール勲章（1918年[4]）

### 準男爵位
1930年に以下の準男爵位を新規に叙された。

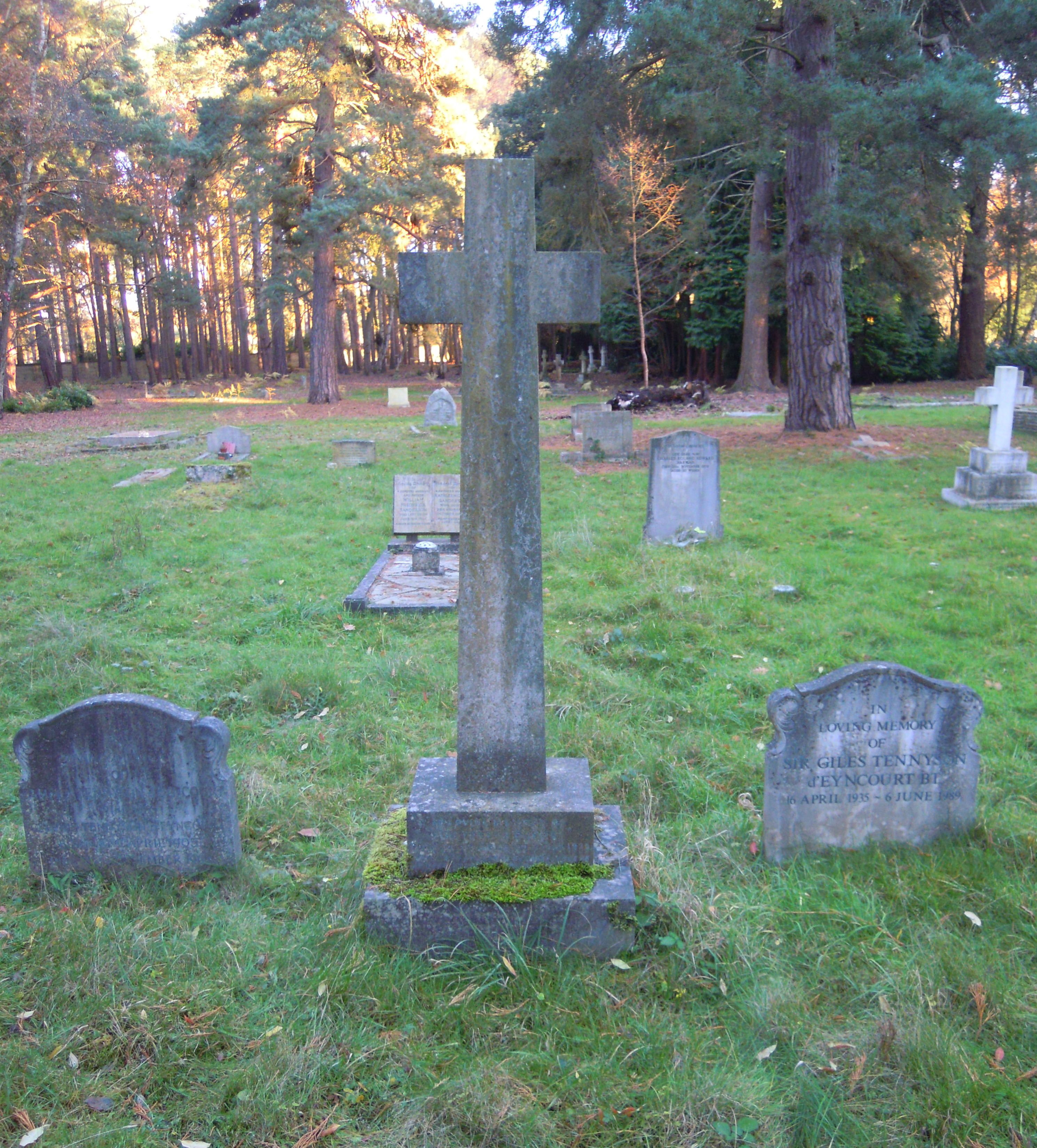
ブルックウッド墓地にあるダインコートの墓

- (サセックス州ハーストモンスー教区におけるカーターズ・コーナー・ファームの)初代準男爵(1st Baronet, of Carter's Corner Farm in the parish of Herstmonceux in the County of Sussex)
(勅許状による連合王国準男爵位)

### その他
- 王立協会フェロー（FRS）（1921年[1]）
- フランス海軍アカデミー（フランス語版）外国会員（1937年）